# Jerold Promes
Jerold Ryan Promes (Amsterdam, 9 maart 1984) is een Nederlands voormalig profvoetballer van Surinaamse afkomst die doorgaans speelde als verdediger.

## Carrière
Promes begon met voetballen in de F9 van FC Abcoude. In 1997 kwam hij in de C1 van Ajax terecht. Hij doorliep de hele jeugdopleiding, maar wist nooit door te breken. In 2004 werd hij verkocht aan RKC Waalwijk. Hij maakte zijn debuut op het hoogste niveau op 24 oktober 2004, in een met 4-0 verloren uitwedstrijd tegen Feyenoord. De verdediger speelde uiteindelijk zeven wedstrijden, totdat een zware knieblessure in februari 2005 roet in het eten gooide. Er volgde een lange revalidatie, waardoor hij anderhalf jaar niet kon spelen.
In de zomer van 2006 bood AZ hem een plaats in het belofte-elftal aan, om weer geheel fit te raken. Eind mei 2007 tekende de Amsterdammer een tweejarig contract bij Sparta Rotterdam, mede dankzij technisch directeur Danny Blind, die hem nog kende uit zijn Ajax-periode. Promes stond van het seizoen 2009/10 tot dat van 2012/13 onder contract bij Telstar, waar hij ook aanvoerder was.
In de zomer van 2013 was hij transfervrij en tekende hij een contract voor drie seizoenen bij VVV-Venlo. Promes kwam daar in zijn eerste seizoen weinig aan spelen toe vanwege een schouderblessure. In een bekerwedstrijd bij sc Heerenveen raakte zijn schouder uit de kom. Dat overkwam hem twee maanden later in een uitwedstrijd bij Helmond Sport nogmaals, zodat een operatie noodzakelijk bleek. In de daaropvolgende twee seizoenen groeide Promes uit tot een vaste waarde. Op 27 mei 2016 maakte de Venlose eerstedivisionist bekend dat zijn aflopende contract met nog een seizoen werd verlengd. Een jaar later werd zijn verbintenis opnieuw met een jaar verlengd. Ook in juni 2018 verlengde de centrale verdediger zijn contract met nog een jaar. Op 22 februari 2019 brak Promes tijdens een thuiswedstrijd tegen Heracles Almelo zijn linker knieschijf, waardoor hij naar verwachting tot het einde van 2019 niet meer in staat zou zijn om te voetballen. Eind maart 2019 maakte VVV bekend dat het contract met de 35-jarige routinier niet meer verlengd wordt. Wel zal Promes onder begeleiding van een fysiotherapeut bij de club gaan revalideren en er na zijn herstel de kans krijgen een nieuw contract te verdienen. In 2020 maakte hij bekend te stoppen met betaald voetbal.

## Clubstatistieken
| Seizoen                                | Club             | Competitie     | Competitie | Competitie | Beker | Beker | Play-offs | Play-offs | Totaal | Totaal |
| Seizoen                                | Club             | Competitie     | Wed.       | Dlp.       | Wed.  | Dlp.  | Wed.      | Dlp.      | Wed.   | Dlp.   |
| -------------------------------------- | ---------------- | -------------- | ---------- | ---------- | ----- | ----- | --------- | --------- | ------ | ------ |
| 2004/05                                | RKC Waalwijk     | Eredivisie     | 7          | 0          | 1     | 0     | —         | —         | 8      | 0      |
| 2005/06                                | RKC Waalwijk     | Eredivisie     | 0          | 0          | 0     | 0     | 0         | 0         | 0      | 0      |
| 2006/07                                | AZ               | Eredivisie     | 0          | 0          | 0     | 0     | 0         | 0         | 0      | 0      |
| 2007/08                                | Sparta Rotterdam | Eredivisie     | 17         | 1          | 0     | 0     | —         | —         | 17     | 1      |
| 2008/09                                | Sparta Rotterdam | Eredivisie     | 22         | 0          | 1     | 0     | —         | —         | 23     | 0      |
| 2009/10                                | Telstar          | Eerste divisie | 17         | 1          | 1     | 0     | —         | —         | 18     | 1      |
| 2010/11                                | Telstar          | Eerste divisie | 31         | 0          | 3     | 0     | —         | —         | 34     | 0      |
| 2011/12                                | Telstar          | Eerste divisie | 33         | 0          | 1     | 0     | —         | —         | 34     | 0      |
| 2012/13                                | Telstar          | Eerste divisie | 29         | 2          | 1     | 0     | —         | —         | 30     | 2      |
| 2013/14                                | VVV-Venlo        | Eerste divisie | 13         | 0          | 2     | 0     | 0         | 0         | 15     | 0      |
| 2014/15                                | VVV-Venlo        | Eerste divisie | 31         | 2          | 2     | 0     | 4         | 0         | 37     | 2      |
| 2015/16                                | VVV-Venlo        | Eerste divisie | 25         | 1          | 1     | 0     | 2         | 0         | 28     | 1      |
| 2016/17                                | VVV-Venlo        | Eerste divisie | 37         | 1          | 2     | 0     | —         | —         | 39     | 1      |
| 2017/18                                | VVV-Venlo        | Eredivisie     | 30         | 1          | 1     | 0     | —         | —         | 31     | 1      |
| 2018/19                                | VVV-Venlo        | Eredivisie     | 22         | 0          | 0     | 0     | —         | —         | 22     | 0      |
| Carrièretotaal                         | Carrièretotaal   | Carrièretotaal | 314        | 9          | 16    | 0     | 6         | 0         | 336    | 9      |
| Bijgewerkt tot en met 22 februari 2019 |                  |                |            |            |       |       |           |           |        |        |

## Trivia
Promes is geen familie van voetballer Quincy Promes die ook van Surinaamse-Nederlandse afkomst is en ook de jeugd van Ajax in dezelfde periode heeft bijgewoond. Hij heeft een relatie en twee kinderen. 